# Lumisterol
Lumisterol – organiczny związek chemiczny z grupy steroidów związek chemiczny, stereoizomer ergosterolu, pokrewny witaminie D. W przebiegu badań nad witaminą D uzyskano substancję, którą nazwano witaminą D1 (obecnie nazwa ta ma znaczenie wyłącznie historyczne). Okazało się, że w rzeczywistości jest to mieszanina ergokalcyferolu i lumisterolu.